# Jean-Louis Chautemps
Pour les articles homonymes, voir Chautemps.
Jean-Louis Chautemps, né le 6 août 1931 à Paris et mort le 25 mai 2022, est un saxophoniste de jazz français.
Il a durablement marqué la scène de jazz en France; son style est proche de celui de Stan Getz et de Sonny Rollins.

## Biographie
Jean-Louis Chautemps naît en août 1931 à Paris. Il étudie le droit et la médecine, et commence le saxophone en 1949. Il est engagé en 1952 dans l'orchestre de Claude Bolling, et joue avec de nombreux musiciens dont Sidney Bechet, Django Reinhardt, Zoot Sims, Lester Young, Bobby Jaspar, Albert Ayler, Roy Eldridge,... Il fait une tournée européenne avec Chet Baker. Dans les années 1960, il joue dans les clubs de jazz parisiens. Il est également compositeur de musiques de films et de théâtre, et enseigne l'improvisation. Entre 1968 et 1972, il étudie la flûte avec Maxence Larrieu et Robert Hériché. Durant les années soixante-dix il est membre des ensembles de musique contemporaine Musique Vivante, 2E2M de Paul Mefano, de l'ensemble Intercontemporain…
Il est membre du Collège de 'Pataphysique. Il dirige en 1975 un atelier de jazz à la Sorbonne.
Il enregistre avec François Jeanneau, Jacques Di Donato et Philippe Maté Mad Sax II en quatuor de saxophones, disque qui obtient le Grand Prix du disque de l'Académie Charles Cros. Il fait aussi partie du grand orchestre de Martial Solal. Dès 1988, il voyait l'avenir du jazz dans les machines.
Il se produit en quartet avec Éric Le Lann (trompette), Sylvain Romano (contrebasse) et Donald Kontomanou (batterie).
Jean-Louis Chautemps meurt à l'âge de 90 ans le 25 mai 2022.

## Albums
- 1963 : Le Grand Bidou (Gilson)
- 1965 : Sconsolato (Nathan Davis)
- 1982 : Belgian Smoke, quatuor de saxophones
- 1982 : Mad Sax II, quatuor de saxophones
- 1988 : Sur And Sue Helen
- 1988 : Chautemps, Jean-Louis Chautemps, Carlyne Music, avec André Ceccarelli, Jannick Top, Martial Solal,...
- 1993 : Ninga (Cesarius Alvim)
- 2000 : Martial Solal Dodecaband Plays Ellington

## Distinctions
- 1965 : Prix Django-Reinhardt qu'il refuse
- Grand Prix du disque de l'Académie Charles Cros pour Mad Sax II[3]
- 1985 : Grand Prix du Jazz de la SACEM
- 1985 :  Chevalier de l'ordre des Arts et des Lettres[3]
- Prix du syndicat de la critique 1990 : meilleur compositeur de musique de scène pour Français, encore un effort...
- 2001 :  Officier de l'ordre national du Mérite
- 2021: Commandeur Exquis de L'Ordre de la grande gidouille.

## Filmographie
- Les Cœurs verts (1966), long-métrage d'Édouard Luntz[7]
- L'ombre de la pomme (1967), court-métrage d'animation (9 min) de Robert Lapoujade[8]

## Publication
- Le Saxophone, avec Daniel Kientzy et Jean-Marie Londeix, Éd. Jean-Claude Lattès, 1987.
- Boris Vian et Jean-Louis Chautemps, Le Chant de l'Autodidacte, Collège de 'Pataphysique, 2021, 8 p., partition